# Apolinary Czepelewski
Apolinary Czepelewski (ur. 26 lipca 1909 w Grajewie, zm. 14 marca 1988 w Warszawie) – polski architekt i rzeźbiarz, nauczyciel akademicki na Politechnice Warszawskiej i w Państwowej Wyższej Szkole Sztuk Plastycznych (PWSSP, obecnie ASP) we Wrocławiu.

## Życiorys
W 1931 ukończył studia na Wydziale Architektury Politechniki Warszawskiej. Służbę wojskową odbył w Szkole Podchorążych w Modlinie, w 1939 wziął udział w wojnie obronnej Polski. Po zakończeniu II wojny światowej pracował w Biurze Odbudowy Stolicy. W katedrze Projektowania Budynków Miejskich na Politechnice Warszawskiej był asystentem (później adiunktem) u profesora S. Brukalskiego. Po wyjeździe z Warszawy pracował we wrocławskiej PWSSP, od 1953 na stanowisku zastępcy profesora, a od 1958 - jako docent. W 1971 został kierownikiem Pracowni Form Ceramicznych w Architekturze w Katedrze Ceramiki Studium Projektowania Form Ceramiki i Szkła, później (w 1973) przeszedł na emeryturę.
Realizował projekty architektoniczne i wnętrzarskie, m.in. na Międzynarodowych Targach Gdańskich, Wystawie Ziem Odzyskanych we Wrocławiu i Międzynarodowych Targach Poznańskich. Wychowankami A. Czepelewskiego byli m.in. Jacek Dworski, Alojzy Gryt, Zbigniew Makarewicz, Łucja Skomorowska, Tadeusz Teller.